# Боевая машина на воздушной подушке

Боевая машина на воздушной подушке, танк на воздушной подушке (в 1960-е годы в советской профессиональной среде за такими машинами также закрепилось шутливое прозвище ползолёты) — плавающая сухопутная боевая бронированная машина (как правило — лёгкий или основной боевой танк, но существовали также аналогичные проекты боевых разведывательных машин, боевых машин пехоты и бронеавтомобилей), использующая воздушную подушку в качестве основного или вспомогательного движителя. Идея таких машин была впервые предложена в СССР в 1930-е годы и наиболее активно прорабатывалась в 1950-х — 1960-х годах там же, однако, несмотря на ряд успешных практических экспериментов, проекты машин не получили полноценной реализации, оставшись в лучшем случае на уровне ходовых макетов.

## История

### СССР

#### 1930-е годы

Поезд на воздушной подушке (внизу). Рисунок в рукописи К. Э. Циолковского, 15 ноября 1927 года

Эскизный рисунок «боевой машины пехоты» на воздушной подушке, разработанной в конструкторском бюро Левкова. 1937 год

Идея наземного аппарата, использующего для движения принцип воздушной подушки, впервые была предложена К. Э. Циолковским в 1927 году. Уже в 1937 году коллектив Московского авиационного завода № 84 под руководством пионера в разработке судов на воздушной подушке (СВП), выдающегося советского инженера и конструктора В. И. Левкова (ещё в 1925 году обосновавшего возможность создания СВП и в середине 1930-х создавшего первые в мире образцы таких судов) разработал первый в мире проект танка на воздушной подушке (по документам — «Земноводного подлетающего танка»), лёгкого по массе. В конце года был построен макет машины в масштабе 1:4, однако по неизвестным причинам проект, несмотря на положительные отзывы о нём ряда представителей военного руководства, дальнейшего развития не получил и опытный образец танка так никогда и не был построен. В это же время Левковым был разработан эскизный проект десантного амфибийного судна на воздушной подушке для нужд сухопутных войск (по сравнению с проектом танка более схожего с уже существовавшими катерами, но сохранявшего способность двигаться по суше), имевшего пулемётное вооружение во вращающейся башне и способного перевозить до 20 человек десанта, которые могли вести огонь из личного оружия, не покидая машину; по заложенным в неё идеям данная машина близка к появившимся значительно позднее боевым машинам пехоты.
Приблизительно в одно время с Левковым на основе его исследований работы по созданию боевых машин, использовавших принцип воздушной подушки, проводил также авиаконструктор и изобретатель П. И. Гроховский, под руководством которого в ОКБ ВВС РККА был разработан проект двухместного бронеавтомобиля на воздушной подушке со вспомогательным колёсным движителем. Как и машина Левкова, проект не получил развития и в металле реализован не был.

#### 1950-е — 1970-е годы
В послевоенный период в СССР работы над боевыми машинами на воздушной подушке вновь возобновились (так, в 1958 году работы по созданию танка на воздушной подушке велись в проектно-конструкторском бюро ЦЭЗ № 1; в их рамках, в частности, был построен ходовой макет машины на воздушной подушке в габаритах танка для проверки режимов движения, управляемости и маневренности и для отработки органов управления), однако длительное время носили лишь эпизодический характер.
Ситуация коренным образом изменилась в 1959 году, после появления сведений о разработке за рубежом собственных транспортных средств на воздушной подушке. Активные научно-исследовательские и опытно-конструкторские работы по теме боевых машин на воздушной подушке были начаты во ВНИИ-100 (ВНИИТРАНСМАШ), которому в августе 1959 года Постановлениями Совета Министров СССР и Госкомитета СССР по оборонной технике было поручено начать работы по созданию сухопутной боевой техники, использующей принцип воздушной подушки в движении. К непосредственному созданию экспериментальных машин были привлечены ЦАГИ, ЦИАМ, НИИД, ОКБ ГКАТ и заводы СТЗ и ЧТЗ, тогда как на ВНИИ-100 были возложены теоретическая и экспериментальная отработка нового принципа движения, обоснование ТТТ на разработку специальной боевой машины (СБМ) на воздушной подушке и общая координация работ по теме. В рамках НИОКР по этой теме в первой половине 1960-х был создан и был всесторонне испытан ряд ходовых макетов (сугубо экспериментальные СМ-1 и Объект 904, Объект 760, компоновка которого ориентировалась на предполагаемые очертания боевой машины и Объект 8М-906, выполненный на базе шасси танка ПТ-76), были произведены конструктивные и компоновочные проработки боевых машин на воздушной подушке БРДМ-ВПК и БРДМ-ВПС. Сравнительные испытания проходимости построенных макетов с танком ПТ-76Б на болоте, снежной целине и воде продемонстрировали перспективность такого способа движения и дали значительный практический материал для создания других БМ особо высокой проходимости. В середине 1960-х во ВНИИ-100 по результатам выполненных ОКР были разработаны проекты различных боевых и десантных сухопутных машин на воздушной подушке, оснащённых управляемым ракетным вооружением, были изготовлены их макеты.
Работы продолжались вплоть до 1970-х годов включительно, но дальше создания ходовых макетов они так и не зашли, а создание специальных боевых машин на воздушной подушке в итоге было признано нецелесообразным. Тем не менее, произведённые НИОКР имели высокую ценность и сыграли существенную роль в разработке военных судов на воздушной подушке для ВМФ.

## Перспективы создания
Применение в конструкции боевой машины воздушной подушки даёт ей существенные преимущества перед традиционной гусеничной бронетехникой — бо́льшие скорость, маневренность и плавность хода, очень высокую проходимость, возможность преодолевать водные преграды, практически полную неуязвимость от контактных мин и т. д. С другой стороны, при этом существенно возрастают требования к мощности силовой установки и потребление топлива, элементы конструкции движителя имеют крупные габариты, конструкция машины существенно усложняется и становится более уязвимой (и, как следствие, ухудшается её ремонтопригодность).

### Для легкобронированных машин
Создание лёгких (авиадесантных, разведывательных и т. п.) боевых машин на воздушной подушке с противопульным бронированием (как использующих систему с воздушной подушкой в качестве основного движителя, так и использующих её для весовой разгрузки в сочетании с основным гусеничным либо колёсным движителем) отработано и не сопряжено с принципиальными проблемами технического характера. Тем не менее, проекты таких машин дальнейшего развития не получили, а их создание по ряду причин было признано нецелесообразным и продолжает считаться таковым до настоящего времени.

### Для машин с противоснарядным бронированием
Создание боевой машины на воздушной подушке, имеющей противоснарядное бронирование (аналога основного боевого танка), остаётся сопряженным с рядом трудноразрешимых на текущем уровне технического развития проблем. В случае сохранения адекватных для танка размеров машины и использования системы с воздушной подушкой в качестве основного движителя необходима силовая установка, достаточно компактная и при этом превосходящая по мощности танковые во много раз (так, для движения на высоте 30 сантиметров над землёй машина массой 45—50 тонн и габаритами танка должна иметь силовую установку мощностью порядка 8000 л. с.; существующие двигатели такой мощности попросту не могут быть вписаны в габарит танка, не говоря о его моторно-трансмиссионном отделении); данная проблема может быть компенсирована использованием гусеничного движителя в качестве основного, с применением воздушной подушки лишь для частичной разгрузки на грунте с низкой несущей способностью, но лишь отчасти. Потребление топлива, значительное даже у танков с традиционной гусеничной ходовой частью, также возрастёт во много раз, существенно снизив автономность машины и требуя решения проблемы размещения дополнительных топливных баков. Ещё одной проблемой является то, что даже в случае решения проблем с установкой достаточно мощного и компактного двигателя из-за общей массивности системы для создания воздушной подушки под неё нужно выделять значительную часть забронированного объёма (что не столь существенно для легкобронированных машин, но является критическим вопросом в случае основного боевого танка) и потребует решения множества дополнительных компоновочных проблем при проектировке.

## В массовой культуре
Образ боевых машин на воздушной подушке (в особенности танков) весьма популярен в массовой культуре и встречается во множестве различных произведений, преимущественно научно-фантастических.
Мы всё ещё шутили и болтали, когда раздался грохот и треск, стена горящего дома обрушилась, и прямо из крутящегося огня, из тучи искр и дыма на нашу улицу выплыл, держась в метре над мостовой, штурмовой танк «Мамонт». Такого ужаса мы ещё не видели. Выплыв на середину улицы, он повёл метателем, словно осматриваясь, затем убрал воздушную подушку и с громом и скрежетом двинулся в нашу сторону. (Аркадий и Борис Стругацкие. «Хищные вещи века»)
В то же время отнюдь не все летающие на низкой высоте тяжёлые боевые машины в научной фантастике оснащены правдоподобной системой, обеспечивающей полёт — часто имеет место применение антигравитации и других вымышленных технологий.

### Кинематограф
- В американском комедийном фильме «Сержант Билко» (1996) полностью вымышленные опытно-конструкторские работы по созданию танка на воздушной подушке и попытки их саботажа являются сюжетным фоном для основного действия.